# Доколумбов период в истории Венесуэлы
Доколумбовый период в Венесуэле — период до испанской колонизации Америки в XVI веке, известный как Доколумбовая эпоха и охватывающий историю коренных народов Венесуэлы.
Археологи обнаружили свидетельства стоянок самых ранних жителей Венесуэлы в виде первобытных орудий из камня на высоких пойменных террасах реки Педрегал в западной части страны. В конце плейстоцена охотничьи артефакты, в том числе наконечники копий, получили распространение и на северо-западе Венесуэлы, известной как Эль-Хобо. Согласно данным радиоуглеродного анализа, эти находки датируются датами от 13000 до 7000 г. до н. э. Также к археологическим ценностям Венесуэлы относятся петроглифы в Тайма Тайма и Муако. В этих местах были найдены стоянки охотников с останками объектов охоты — мегатериев, глиптодонтинов и токсодонов.
Археологи идентифицируют мезо-индский период здесь с 7000-5000 гг. до н. э. до 1000 г. н. э. В этот период охотники и собиратели начали обращаться к другим источникам еды и сформировали первые племенные структуры.
Начиная примерно с 1000 г. н. э. археологи говорят о начале нео-индского периода, который заканчивается с периодом европейских колонизаторов.

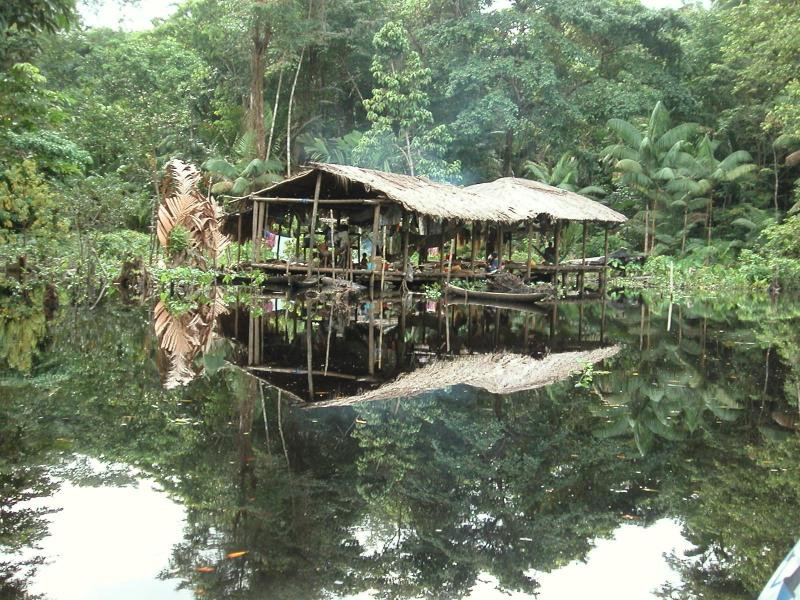
Свайные жилища palafito, какими их видел Америго Веспуччи

Не известно, сколько людей проживало в Венесуэле до испанского завоевания. Возможно, их было около одного миллиона человек, и, в дополнение к сегодняшним народам, они включали такие группы, как Auaké, Caquetio, Mariche и Timoto-cuicas. Их численность сильно сократилась после начала европейской колонизации, в основном за счет распространения новых болезней из Европы. Что касается сельского хозяйства, то в доколумбовую эпоху в стране существовали две основные агрокультуры: на западе выращивали кукурузу, на востоке — маниок. Значительные части равнин льянос культивировались путем сочетания подсечно-огневого и постоянного оседлого сельского хозяйства. Коренные народы Венесуэлы сталкивались с неочищенной нефтью, которая просачивалась сквозь землю на поверхность. Известная местным жителям как mene — густая, чёрная жидкость — в основном использовалась в лечебных целях, в качестве источника света, а также для смоления каноэ.
В XVI веке, когда началась испанская колонизация, демографическая ситуация в регионе резко изменилась: такие народы, как Mariches (потомки карибов), вымерли. Причинами тому стали, как считается, не только распространение европейских болезней, но и систематическое истребление коренных племен европейцами ради контроля над местными ресурсами. Некоторые касики (вожди) племен, такие как Гуаикайпуро (ок. 1530—1568) и Таманко (ум. 1573), пытались оказать сопротивление испанскому вторжению, но иноземцы в конечном счете подчинили их. Историки считают, что Таманако был казнен по приказу конкистадора Диего де Лосады, основателя Каракаса.